# Ум
Ум (санскрт: mano, грчки: νoῦς, латински: mens или intellectus) је људска способност мишљења, поимања, разумевања и умећа. У ширем значењу, ум је скуп људских духовних моћи, па чак превазилази искључиво људску способност; ум је и оно што конституише поредак ствари у свету. Ум означава човекову вишу духовну способност која се не односи на узрочно-последичну, разумску спознају, него на појмове и категорије, на спознају вредности, на универзалну повезаност ствари и сврховитост која је садржана у тим везама. У својем изворном грчком значењу, ум је опште начело уређења света. Ум синтетички прерађује и повезује чулне податке које му пружа разум, па је у том смислу извор теоријских (логичких, метафизичких, религиозних) и практичних (техничких, етичких, друштвених и правних) идеја. Под објективним умом подразумева се укупност делатне духовне моћи и њених творевина, док се субјективни ум приписује индивидуално-свесној егзистенцији.
У филозофији се обично разликује умска и разумска спознаја, прва усмерена целини схватања бића, друга разумевању његових облика. По Канту, ум је највиша спознајна моћ, укупност свих спознаја на теоријском ("чисти ум") или етичком ("практични ум") подручју. “Чисти ум” је највиши облик теоријске спознајне моћи, док је “практички ум” везан уз етичко расуђивање (делање). Чисти ум је упућен на битак, а практични је одређен потребом. У обичном говору ум је синоним за мудрост, па се за мудрог човека каже да је уман. Ум се такође сматра одликом ментално здравог човека, која га разликује од ментално оболелог, за кога се каже да је „пореметио умом“ или „сишао с ума“. Грана филозофије која има ум за свој предмет је филозофија ума.
Једно отворено питање у вези са природом ума јесте проблем ума и тела, који обухвата истраживање релације ума са физичким мозгом и нервним системом. Погледи из времена пре развоја науке су обухватали дуализам и идеализам, који на неки начин сматрају ум нематеријалним. Модерни ставови су центрирани око физикализма и функционализма, који сматрају да је ум приближно идентичан са мозгом или да се може редуковати на физичке феномене као што су неуронске активности. Једно друго питање се односи на типове бића који имају способност поседовања ума. На пример, да ли је ум ексклузивно људска карактеристика, да ли га поседују само неке или све животиње, или сва жива бића, да ли је то карактеристика која се уопште може строго дефинисати, или је то можда исто тако својство неких типова машина које су направили људи. Шта год да је његова природа, постоји општа сагласност да је ум оно што омогућава бићима да имају субјективну свесност и интенционалност према њиховој околини, да опажајају и одговарају на стимулусе путем неке врсте агенса, и да имају свест, укључујући размишљање и осећање.
Концепт ума су разумеле на много различитих начина многе различите културне и верске традиције. Неки виде ум као особину која је ексклузивна за људе, док други приписују својства ума неживим ентитетима (нпр. панпсихизам и анимизам), животињама и божанствима. Неке од најранијих забележених спекулација повезују ум (који се понекад сматра идентичним са душом или духом) са теоријама које се баве животом након смрти, и космолошким и природним уређењем, на пример у доктринама Заратустре, Буде, Платона, Аристотела, и других древних грчких, индијских и, касније, исламских и средњовековних европских филозофа.
Међу важне филозофе ума се убрајају Платон, Декарт, Лајбниц, Лок, Беркли, Хјум, Кант, Хегел, Шопенхауер, Серл, Денет, Фодор, Нагел, и Чалмерс. Психолози као што су Фројд и Џејмс, и информатичари као што су Тјуринг и Патнам развили су утицајне теорије о природи ума. Могућност вештачких умова се истражује у пољу вештачке интелигенције, које је блиско сродно са кибернетиком и информационом теоријом у разумевању начина на који је обрада информација помоћу небиолошких машина упоредива са или различита од менталних феномена у људском уму. Ум се исто тако разматра као струја свести, где се осећајни утисци и ментални феномени стално мењају.

## Дефиниције
Обележја која чине ум су екстензивно расправљана. Неки психолози тврде да само „више” интелектуалне функције сачињавају ум, посебно разум и меморију. По том гледишту емоције — љубав, мржња, страх, и задовољство — су примитивније или субјективне по природи и треба их разликовати од самог ума. Други тврде да различита рационална и емотивна стања не могу бити тако раздвојена, да су исте природе и порекла, те да их стога све треба разматрати као делове ума.
У популарној употреби, ум је често синониман са мишљу: приватном конверзацијом са самим собом која се одвија „унутар наших глава”. Стога људи „одлучују”, „мењају мишљења”, или су „неопредељени” по питању нечега. Један од кључних својстава ума у том смислу је да је то приватна сфера у којој нико осим власника не може приступити. Нико други не може да зна „шта је неком на уму”. Они могу само да интерпретирају оно што људи свесно или несвесно комуницирају.

## Менталне способности
Уопштено говорећи, менталне способности су различите функције ума, или ствари које ум може да „учини”.
Мисао је ментални чин који омогућава људима да схвате ствари путем речи, и да их представе и интерпретирају на начине који су значајни, или који су у складу са њиховим потребама, склоностима, циљевима, опредељењима, плановима, намерама, жељама, итд. Размишљање обухвата симболично или семиотично посредовање идеја или података, као кад особа формира концепте, кад је заокупљена решавањем проблема, расуђивањем, и доношењем одлука. Речи које се односе на сличне концепте и процесе су разматрање, спознаја, идејација, рашчлањивање и маштање.
Размишљање се понекад описује као „виша” когнитивна функција и анализа процеса размишљања је део когнитивне психологије. Оно је исто тако дубоко повезано са способношћу прављења или употребе алата; разумевањем узрока и последица; препознавањем значајних образаца; схватањем и откривањем јединствених контекста искустава или активности; и пружања одговора свету на смислен начин.
Меморија је способност презервирања, задржавања, и накнадног позивања, знања, информација или искустава. Мада је меморија традиционално била перзистентна тема у филозофији, у касном деветнаестом и раном двадесетом веку такође је дошло до проучавања меморије као предмета истраживања унутар парадигме когнитивне психологије. Последњих деценија она је постала један од стубова нове научне гране зване когнитивна неуронаука, која је брак између когнитивне психологије и неуронауке.
Машта је активност генерисања или евоцирања нових ситуација, слика, идеја или других умних способности. То је карактеристично субјективна активност, пре него директно или пасивно искуство. Овај термин се технички користи у психологији за процес оживљавања у уму перцепције објеката претходно предочених сензорном перцепцијом. С обзиром да се оваква употреба термина супротставља оном што се користи у обичном језику, неки психолози преферирају да описују овај процес као „представљање” или да говоре о њему као „репродуктивном” за разлику од „продуктивне” или „конструктивне” имагинације. За замишљене ствари се каже да су виђене као „ментална слика”. Међу многим практичним функцијама имагинације су способност пројектовања могућих слика (или историја), да би се „виделе” слике из друге перспективе, и да би се променио начин како се нешто доживљава, укључујући доношење одлука у одговору на оно што је замишљено.
Свест код сисара (чиме су обухваћени људи) је аспекат ума за који се генерално мисли да је карактерисан субјективношћу, осећајем, и способношћу опажања односа између себе и свог окружења. Она је предмет знатне количине истраживања у филозофији духа, психологији, неуронауци, и когнитивној науци. Неки филозофи деле свест у појавну свест, што је субјективно искуство себе, и приступ свести, што се односи на глобалну доступност система за обраду информација у мозгу. Појавна свест има мноштво различитих доживљених квалитета. Она је обично свест нечега или о нечему, својство познато као интенционалност у филозофији ума.

## Ментални садржај
Ментални садржаји су оне ствари које се сматрају да су „унутар” ума, и да могу да буду формиране и манипулисане менталним процесима и способностима. Примери менталног садржаја су мисли, концепти, меморије, емоције, опажања и намере. Филозофске теорије менталног контента обухватају интернализам, екстернализам, репрезентационализам и интенционалност.

### Меметика
Меметика је теорија менталног контента базирана на аналогији са Дарвиновом еволуцијом, која је проистекла из радова Ричарда Докинса и Дагласа Хофштадтера током 1980-тих. То је један еволуциони модел културалног информационог трансфера. Мем, по аналогији са геном, је идеја, веровање, образац понашања, итд. који обитава у једном или више индивидуалних умова, и може да се репродукује од ума до ума. Стога се оно што би се иначе сматрало утицајем једне особе на другу да поприми неко веровање, меметички види као репродукција мемова.

## Ум у филозофији

### Буда
Ум је претеча свих ствари, ум их ствара и њима управља.— Сидарта Гаутама
Сидарта Гаутама је знатан део свог учења посветио описивању природе ума, истраживању његових карактеристика и способности, као и откривању начина на који се он може мењати и ослободити. Готама Буда је говорио да „које год су ствари повезане са неповољним, припадају неповољном, све њих ум ствара. Њих прво ум ствара, затим оне постају неповољне“.. Он је тврдио да „ум и тело међусобно зависе, као што два снопа сена стоје ослањајући се један на други“ (С.II,14). За Буду је упрљан ум узрок свих других нечистоћа те се бића чисте прочишћујући свој ум (С.III,151).
Духовни живот се не живи ради користи у виду иметка, части или славе, ради користи које доносе врлина, медитација, знање или увид. Потпуна ослобођеност ума, то је сврха, циљ и кулминација духовног живота.— Сидарта Гаутама

### Стари Грци
Старогрчки филозофи не праве разлику између ума, духа, и разума. Античка филозофија не одређује ум као посебан појам, већ за ову људску способност употребљава речи: разборитост, памет, мишљење, поимање, итд. Као битан филозофски појам издваја се нус, који осим ума значи и дух. Појам ума (грч. nous) већ се у раној филозофији повезује с општим начелом уређења света (Анаксагора, Хераклит), а у религиозним учењима с Богом као покретачем света (божански ум).
Појам логос сједињује значење ума са говором, односно логичком манифестацијом; логос је ум који се исказује, саопштава, открива се као истина. Грчки филозофи су, готово без изузетка, претпостављали да је свет (космос) у својим основа уман (ноетичан), да људски ум произилази из тог исконског ума, и да је рефлексија (повратни ток) враћање ума свом искону.

### Аквински
У средњовековној филозофији интелект (лат. intellectus) најчешће се схвата као виша, а рацио (лат. ratio) као нижа спознајна моћ. Тома Аквински прави разлику између ума (интелекта) којим се непосредно (интуитивно) сазнаје истина, и разума (рациа) који заобилазно (дискурзивно) долази до истине.
Према Аквинском, ум је битна форма иманентна стварима, али и моћ која током суђења спаја и раздваја, чиме мишљење од начела напредује к закључцима.

### Лок
Џон Лок својевремено бележи да „реч ум има у енглеском језику различита значења; каткад она означава истините и јасне принципе, каткад опет јасне и веродостојне закључке изведене из тих принципа, а понекад узрок, нарочито финални узрок“.. Он сам прави одређену разлику између разума и ума: „разум се не учи умности помоћу силогистичких правила, него има урођену способност да спозна сагласност или несагласност својих идеја“, а та „урођена способност“ је ум или дух, „дар божји људима“.
Лок напомиње да ће употребљавати реч ум у значењу човекове способности, по којој се човек разликује од животиња, и по којој их „очигледно јако надвисује“.

### Кант
Кант у филозофији прави јасну разлику између ума (нем. Vernunft) и разума (нем. Verstand). Ум је шира и виша, а разум ужа и нижа спознајна моћ. Разум анализира и сређује чулима добијену грађу, a ум уз помоћ својих идеја уноси више јединство у разумски сређене појмове. Ум се никад не односи непосредно на искуство, него на разум. Разум је сазнајна моћ која основне ставове употребљава у границама могућег искуства, и постижући поуздано знање о свету. Ум је, пак, сазнајна моћ која основне ставове примењује изван граница могућег искуства (тј. на ствари по-себи).
У једноме роду свога сазнања људски ум има чудну судбину: узнемирују га питања о која он не може да се оглуши, јер му их поставља сама природа ума, али која он ипак не може да реши, јер она премашују сваку моћ људског ума. У ову незгоду ум запада без своје кривице. Он полази од основних ставова чија је примена у току искуства неопходна и у исто време њиме довољно доказана. Са њима ум се пење (као што изискује сама његова природа) све више, удаљенијим условима. Али пошто примети да на тај начин његов посао мора да остане увек недовршен, јер питања никако не престају, то се он осети принуђен да прибегне основним ставовима који прекорачују сваку могућу искуствену примену и ипак се чине тако несумњиви да их признаје и обичан људски ум. Али ум се услед тога сурвава у мрак и противречности, из којих заиста може закључити да негде у основи морају лежати скривене заблуде, које он не може да открије, јер они основни ставови којима се он служи, пошто излазе изван граница свакога искуства, не признају више никакво пробно мерило искуства. Поприште ових бескрајних препирки зове се метафизика.— Кант, Предговор првом издању Критике чистог ума
За Канта, ум је људска сазнајна, вредносно-процењивачка и сврхотворна моћ. Ум је основно средство метафизике, па ограниченост његове сазнајне моћи чини да метафизика никада не може постати потпуно поуздана наука о ономе што по себи јест. Кант разликује чисти, практични и спекулативни ум. Чисти ум означава ону страну ума која схвата принципе априори, односно принципе који су општи и нужни и не зависе од искуства, већ омогућују да искуство добије одређено значење и смисао.
Чисти ум је онај ум који садржи принципе на основу којих се нешто може сазнати потпуно априори.— Кант, Критика чистог ума, Увод, VII
Практични ум садржи опште и нужне принципе људског моралног деловања или људске воље. Практични ум није ништа друго до практична употреба чистога ума, нарочито с обзиром на идеје о Богу, бесмртности, узрочности и слободи. Чисти ум не спознаје и не увиђа на поуздан начин могућност Бога и бесмртности, али његова практична употреба ("практични ум") може и мора претпостављати њихову могућност. Спекулативни ум је израз који Кант користи за ону страну чистог ума која обухвата идеје о Богу и бесмртности, а која, тврдећи да на поуздан начин зна за постојање Бога и бесмртности, превазилази границе могућег искуства и на тај начин и границе своје легитимне сазнајне употребе.

### Хегел
Хегел такође прихвата разликовање ума и разума, које је након Канта постало широко прихваћено. Разум је спознајна моћ којом умртвљујемо стварност рашчлањујући је на делове и фиксирајући те делове у њиховој изолованости и апстрактности. Ум остварује конкретно јединство ограничених разумских одредаба у њиховом дијалектичком супротстављању. Хегел не сматра да је ум, првенствено, људско својство, већ своју визију ума развија полазећи од следећег начела:
Све што је умно, то је стварно; а што је стварно, то је умно.— Хегел
За Хегела, ум постаје јединство свих супротности, „по себи и за себе бивствујућа истина“, дух у религиозном и у филозофском значењу. По њему је ум јединство мишљења и битка.

### Савремена филозофија
За критичку теорију друштва (Адорно, Хоркхајмер) ум је врховни мит просветитељства, које верује да целокупну збиљу може подвргнути умној спознаји.
Савремена аналитичка филозофија гледа на ум и разум углавном као традиционални садржај критичке и идеалистичке филозофије. Њихово је разликовање по себи бесмислено, будући да је увек реч о јединственом човековом делању, те се о уму може говорити само обзиром на смислене начине говора.